# Juan Antonio Collazo
Juan Antonio Collazo Patalagoyti (Montevideo, 6 agosto 1896 – Montevideo, 15 dicembre 1945) è stato un cestista, allenatore di pallacanestro, pianista e compositore uruguaiano.

## Carriera
Da giocatore vestì la maglia del Club Atlético Atenas di Montevideo, arrivando a giocare anche in Nazionale; si ritirò dalla pallacanestro giocata nel 1928, e iniziò subito ad allenare. Alla guida dell'Uruguay ha vinto la medaglia d'oro al Campionato sudamericano del 1930.
All'attività sportiva affiancò quella di pianista. Juan Antonio Collazo fu uno dei massimi pianisti e compositori uruguaiani di tango argentino: faceva parte della cosiddetta "Troupe Ateniense", una compagnia teatrale molto famosa in Sudamerica che diede notorietà a molti ballerini e interpreti di tango di fama mondiale.